# Alfred Washington Adson
Alfred Washington Adson (* 13. März 1887; † 12. November 1951) war ein US-amerikanischer Neurochirurg und gilt als Pionier dieser Fachdisziplin. Er war der erste Vollzeit-Neurochirurg an der renommierten Mayo Clinic in Rochester (Minnesota).
Adson nahm als erster eine Sympathektomie zur Behandlung des Bluthochdrucks und des Raynaud-Syndroms vor. Er entwickelte den Adson-Test, neurochirurgische Verfahren im Rahmen der Kraniektomie sowie zahlreiche, nach ihm benannte Spezialausführungen chirurgischer Instrumente (Anatomische Pinzette, Chirurgische Pinzette, Wundspreizer). 